# Naudedrillia
Naudedrillia is een geslacht van weekdieren uit de klasse van de Gastropoda (slakken).

## Soorten
- Naudedrillia angulata Kilburn, 1988
- Naudedrillia cerea Kilburn, 1988
- Naudedrillia filosa Kilburn, 1988
- Naudedrillia hayesi Kilburn, 2005
- Naudedrillia mitromorpha Kilburn, 1988
- Naudedrillia nealyoungi Kilburn, 1988
- Naudedrillia perardua Kilburn, 1988
- Naudedrillia praetermissa (E. A. Smith, 1904)